# Psammodrilus balanoglossoides
Psammodrilus balanoglossoides är en ringmaskart som beskrevs av Bertil Swedmark 1952. Psammodrilus balanoglossoides ingår i släktet Psammodrilus och familjen Psammodrilidae. Arten är reproducerande i Sverige. Inga underarter finns listade i Catalogue of Life.